# Herdins

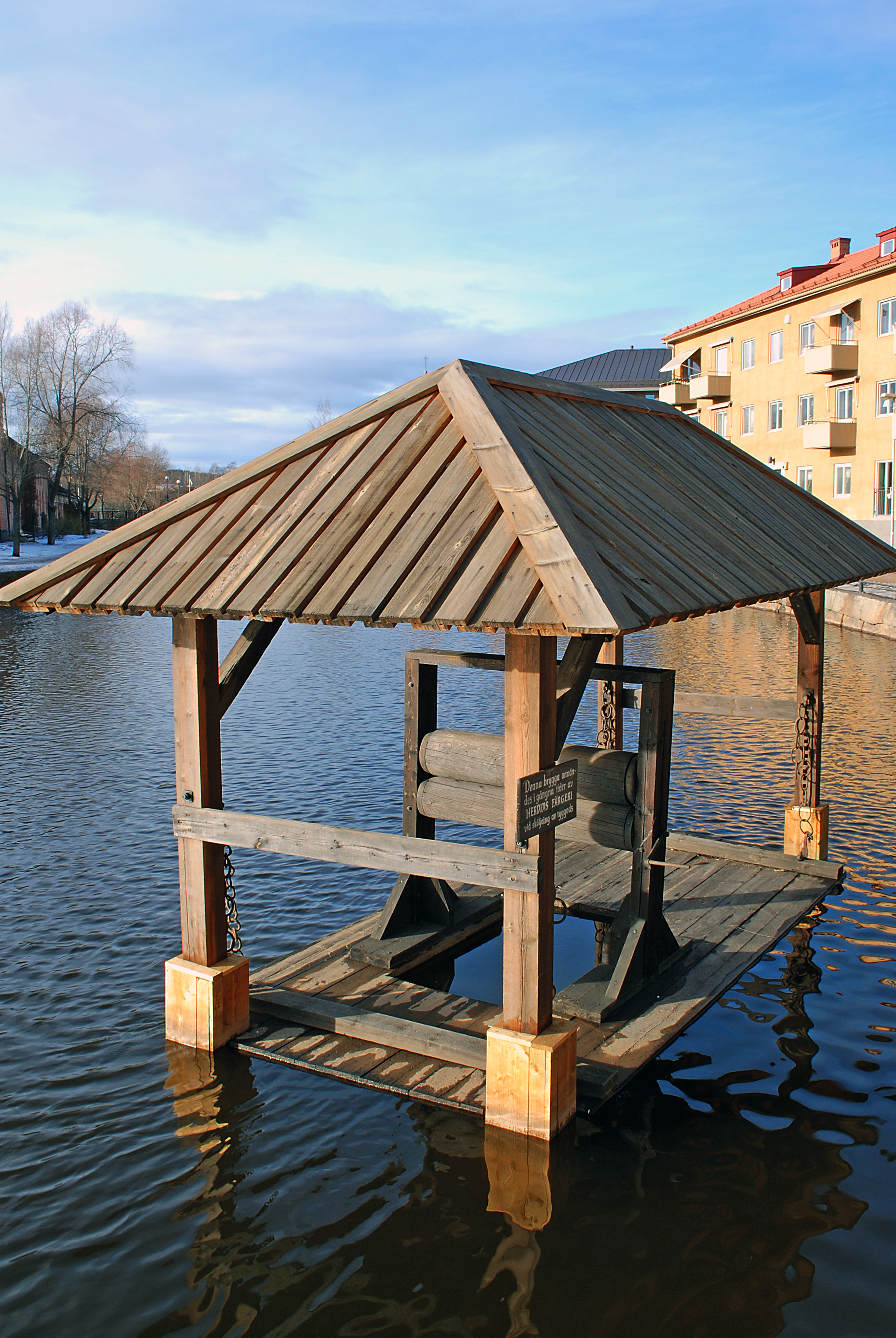
Herdins tvättbrygga i Faluån i anslutning till platsen där Färgargården låg.

Herdins färgverk AB är ett familjeägt företag i Falun som tillverkar produkter inom ytbehandling som färg, lack, olja och lasyr men också kemisk-tekniska produkter inom textilvård och kroppsvård.  

## Historia[1][2]
Företaget har en lång historia och härstammar från 1750-talet då  Dideric Graan (1734-1798) startade ett färgeri i Falun . Till att börja med var det tvätt och s.k. garderobsfärgeri som bedrevs. Efter stadsbranden 1761 fick Graan burskap som färgare 1767 och byggde då den fastighet, Färgargården, vid Faluån i centrala Falun som skulle härbärgera delar av Herdins Färgverk fram till 1955. Dideric Graans son Magnus (1775-1818) drev verksamheten från 1792 men gick i konkurs 1812. År 1813 köper färgerifabrikören Johan Erik Göthe (1786-1815) Färgargården. Då Johan Erik avled tog kusinen Anders Göthe (1791-1846) över verksamheten och gifter sig 1817 med Johan Eriks änka Christina Höijer (1779-1841). Anders styvson Primus Johan Bernhard Göthe övertar verksamheten och fastigheterna på 1830-talet. År 1863 köpte färgaren Anders Wilhelm Herdin (1834-1884) Färgaregårdens inventarier och fastigheter Herdin var fosterson till Primus Johan Bernhard Göthe och gift med Anders Göthes barnbarn Sara Mathilda Göthe (1846-27). Anders Wilhelms son Sivert (1871-1955) blev 1895 ägare till Herdins färgverk som 1926 ombildades till aktiebolag med namnet A W Herdins färgverk. Siverts son Olle Herdin (1914-1994) tog över som VD i början av 1960-talet. År 1980 tog Olles systerson Bengt Ekblom över som VD. Från 2010 är Bengts dotter Sara Ekblom VD för Herdins färgverk AB..

## Produktion[1]
Färgargården i centrala Falun vid nuvarande Slaggatan var den ursprungliga platsen för verksamheten. År 1925  köpte Herdins Falu stads gamla epidemisjukhus, också det i centrala Falun vid Myngatan, och företagets produktion kemisk-tekniska produkter flyttades dit medan tvätteri och färgeri blev kvar på färgargården. År 1940 flyttade tvätteri och färgeri till Stennäset utanför Falun. Under krigsåren arbetade 40-50 personer platsen till följd av stora beställningar från  försvaret. År 1951 totalförstördes anläggningen i Stennäset och i mindre skala flyttade verksamheten åter till Färgargården. Tvätteri och färgeri lades ner 1955. 
Sedan 1971 är företagets produktion lokaliserad till Hosjö i Falun. År 2021 hade man 25 anställda och gjorde ett resultat på 2,8 miljoner kronor med omsättning av 58,4 miljoner kronor.

## Tidigare produkter från Herdins
- Härvans Hemfärg
- Remol